# Conway Tearle
Conway Tearle (New York, 17 maggio 1878 – Hollywood, 1º ottobre 1938) è stato un attore statunitense.
Scelse, come nome d'arte, di unire i cognomi della madre e del patrigno.

## Biografia

### La famiglia
Frederick Conway Tearle era anglo-americano: nacque a New York dal popolare cornettista britannico Jules Levy e dall'attrice americana Mary “Minnie” Conway. La coppia si separò e, dopo il divorzio, Minnie si risposò con Osmond Tearle, un attore shakespeariano britannico. Il padre di Minnie e nonno di Frederick era il proprietario del Brooklyn Theatre: di lui si diceva fosse stato il primo a organizzare le compagnie teatrali negli Stati Uniti. Minnie era la diretta discendente di William Augustus Conway, un attore che, venuto dal Regno Unito, era diventato popolare negli Stati Uniti negli anni venti dell'Ottocento.
In una famiglia tutta dedita al teatro, Frederick non fece fatica a intraprendere la carriera di attore. Fu educato in Inghilterra e negli Stati Uniti, debuttando sulle scene molto presto. A dieci anni, poteva recitare a memoria almeno dodici lavori teatrali di Shakespeare. La sua grande occasione gli venne offerta quando, a ventun anni, si trovò a dover sostituire a Manchester, senza alcuna preparazione, il protagonista di Amleto caduto improvvisamente ammalato.

### Carriera teatrale
Tearle diventò presto un attore conosciuto: ebbe ruoli da protagonista e recitò nel 1901 al Garrick Theatre di Londra. Dopo una tournée australiana di alcuni mesi, ritornò a Londra. Le seguenti quattro stagioni teatrali le divise equamente con le compagnie dirette da Ellen Terry e Sir Charles Wyndham.
Nel 1905, Tearle ritornò negli Stati Uniti per recitare a fianco di Grace George. Gli otto anni che seguirono, lo videro diventare uno dei più popolari attori di Broadway.

### Carriera cinematografica

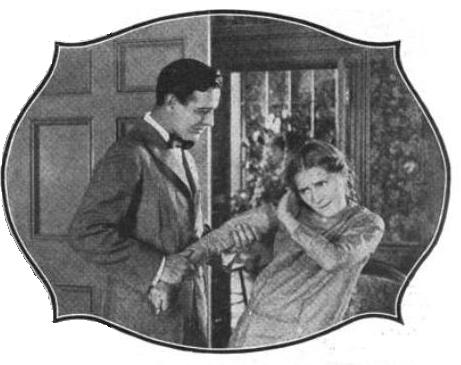
Conway Tearle con Mary Pickford in Stella Maris (1918)

Nel 1914, Tearle intraprese la carriera cinematografica con notevole successo interpretando soprattutto ruoli romantici. Fu partner di Mary Pickford, Clara Kimball Young, Norma Talmadge, Marguerite Clark, Pola Negri. Nella sua carriera, durata fino al 1936, recitò in 93 pellicole. Nel suo primo film, The Nightingale, aveva lavorato a fianco di Ethel Barrymore; nel suo ultimo, Giulietta e Romeo del 1936, a fianco del fratello di Ethel, John Barrymore.

### Gli ultimi anni e la morte
Uno degli ultimi ruoli di Tearle da protagonista fu in Hey Diddle Diddle, una commedia scritta da Bartlett Cormack. Il lavoro, che debuttò a Princeton il 21 gennaio 1937, riscosse buone critiche ma la cattiva salute di Tearle indusse Cormack a chiedere la sostituzione dell'attore. La produttrice, Anne Nichols, non volle farlo e la commedia andò in scena a New York al Vanderbilt Theatre, chiudendo i battenti dopo una sola settimana a Washington, in gran parte proprio a causa del declino fisico di Tearle.
Tearle morì a Hollywood per un attacco di cuore il 1º ottobre 1938 all'età di sessant'anni.

## Filmografia

### Attore
- The Nightingale, regia di Augustus E. Thomas (1914)
- Shore Acres, regia di John H. Pratt (1914)
- The Seven Sisters, regia di Sidney Olcott (1915)
- Helene of the North, regia di J. Searle Dawley (1915)
- Poor Schmaltz, regia di Hugh Ford (1915)
- The Foolish Virgin, regia di Albert Capellani (1916)
- The Common Law, regia di Albert Capellani (1916)
- The Heart of the Hills, regia di Richard Ridgely (1916)
- The Fall of the Romanoffs, regia di Herbert Brenon (1917)
- The Judgement House, regia di J. Stuart Blackton (1917)
- The World for Sale, regia di J. Stuart Blackton (1918)
- Stella Maris, regia di Marshall Neilan (1918)
- Virtuous Wives, regia di George Loane Tucker (1918)
- The Way of a Woman, regia di Robert Z. Leonard (1919)
- Atonement, regia di William Humphrey (1919)
- Her Game, regia di Frank Hall Crane (1919)
- Human Desire, regia di Wilfrid North (1919)
- The Mind-the-Paint Girl, regia di Wilfrid North (1919)
- A Virtuous Vamp, regia di David Kirkland (1919)
- She Loves and Lies, regia di Chester Withey (1920)
- Two Weeks, regia di Sidney Franklin (1920)
- The Forbidden Woman, regia di Harry Garson (1920)
- April Folly, regia di Robert Z. Leonard (1920)
- Marooned Hearts, regia di George Archainbaud (1920)
- Whispering Devils, regia di Harry Garson e John M. Voshell (1920)
- The Road of Ambition, regia di William P.S. Earle (1920)
- Society Snobs, regia di Hobart Henley (1921)
- Bucking the Tiger, regia di Henry Kolker (1921)
- Il giuramento (The Oath), regia di Raoul Walsh (1921)
- The Fighter, regia di Henry Kolker  (1921)
- After Midnight, regia di Ralph Ince  (1921)
- L'uomo di pietra (The Man of Stone), regia di George Archainbaud (1921)
- Shadows of the Sea regia di Alan Crosland (1922)
- A Wide Open Town, regia di Ralph Ince (1922)
- Love's Masquerade, regia di William P.S. Earle (1922)
- The Referee, regia di Ralph Ince (1922)
- La duchessa di Langeais (The Eternal Flame), regia di Frank Lloyd (1922)
- Una settimana d'amore (One Week of Love), regia di George Archainbaud (1922)
- Triste presagio (Bella Donna), regia di George Fitzmaurice (1923)
- The Rustle of Silk, regia di Herbert Brenon (1923)
- Ceneri di vendetta (Ashes of Vengeance), regia di Frank Lloyd (1923)
- L'amante del cuore (The Common Law), regia di George Archainbaud (1923)
- La voragine splendente (The Dangerous Maid), regia di Victor Heerman (1923)
- Black Oxen, regia di Frank Lloyd (1923)
- The Next Corner, regia di Sam Wood (1924)
- Amore di domani (Lilies of the Field), regia di John Francis Dillon (1924)
- The White Moth, regia di Maurice Tourneur (1924)
- Flirting with Love, regia di John Francis Dillon (1924)
- Frontiera d'anime (The Great Divide), regia di Reginald Barker (1925)
- Bad Company, regia di Edward H. Griffith (1925)
- The Heart of a Siren, regia di Phil Rosen (1925)
- School for Wives, regia di Victor Halperin (1925)
- Just a Woman, regia di Irving Cummings (1925)
- The Mystic, regia di Tod Browning (1925)
- Morals for Men, regia di Bernard H. Hyman  (1925)
- The Dancer of Paris, regia di Alfred Santell (1926)
- Dancing Mothers, regia di Herbert Brenon (1926)
- The Greater Glory, regia di Curt Rehfeld (1926)
- The Sporting Lover, regia di Alan Hale (1926)
- Per ordine del granduca (My Official Wife), regia di Paul L. Stein (1926)
- L'altare dei desideri (Altars of Desire), regia di William Christy Cabanne (1927)
- Moulders of Men, regia di Ralph Ince (1927)
- The Isle of Forgotten Women, regia di George B. Seitz (1927)
- Smoke Bellew, regia di Scott R. Dunlap (1929)
- Cercatrici d'oro (Gold Diggers of Broadway), regia di Roy Del Ruth (1929)
- Evidence, regia di John G. Adolfi (1929)
- Lo zeppelin perduto (The Lost Zeppelin), regia di Edward Sloman (1929)
- The Truth About Youth, regia di William A. Seiter (1930)
- Captivation, regia di John Harvel (1931)
- La dama e l'avventuriero (The Lady Who Dared), regia di William Beaudine (1931)
- Pleasure, regia di Otto Brewer (1931)
- Morals for Women, regia di Mort Blumenstock (1931)
- The False Madonna, regia di Stuart Walker (1931)
- Bovary moderna (Vanity Fair), regia di Chester M. Franklin (1932)
- Man About Town, regia di John Francis Dillon (1932)
- Uragano express (The Hurricane Express), regia di J.P. McGowan e Armand Schaefer - serial cinematografico (1932)
- Two Lips and Juleps; or, Southern Love and Northern Exposure
- The King Murder, regia di Richard Thorpe (1932)
- Her Mad Night, regia di E. Mason Hopper (1932)
- Day of Reckoning, regia di Charles Brabin (1933)
- Should Ladies Behave, regia di Harry Beaumont (1933)
- Stingari il bandito sentimentale (Stingaree), regia di William Wellman (1934)
- Fifteen Wives, regia di Frank R. Strayer (1934)
- Sing Sing Nights, regia di Lewis D. Collins (1934)
- La donna dello scandalo (The Headline Woman), regia di William Nigh (1935)
- Trails End, regia di Albert Herman (1935)
- The Judgement Book, regia di Charles Hutchison (1935)
- Desert Guns, regia di Charles Hutchison (1936)
- Senor Jim, regia di Jacques Jaccard (1936)
- Annie del Klondike (Klondike Annie), regia di Raoul Walsh (1936)
- L'uomo senza volto (The Preview Murder Mystery), regia di Robert Florey (1936)
- Giulietta e Romeo (Romeo and Juliet), regia di George Cukor (1936)

### Sceneggiatore
- Society Snobs, regia di Hobart Henley - soggetto (1921)